# باول أرون
باول أرون (بالألمانية: Paul Aron)‏ (9 يناير 1886 في دريسدن - 6 فبراير 1955 في نيويورك) كان ملحن وعازف بيانو ومخرج ومترجم وقائد أوركسترا ألماني.
هرب عام 1939 إلى كوبا، بعدها انتقل إلى الولايات المتحدة الأمريكية وكان ذلك عام 1941 وعاش فيها إلى غاية وفاته عام 1955 في مدينة نيويورك.

## وصلات خارجية
- مقالة عن باول أرون (باللغة الألمانية)